# Boni de Castellane
Pour les articles homonymes, voir Boniface de Castellane et Castellane (homonymie).

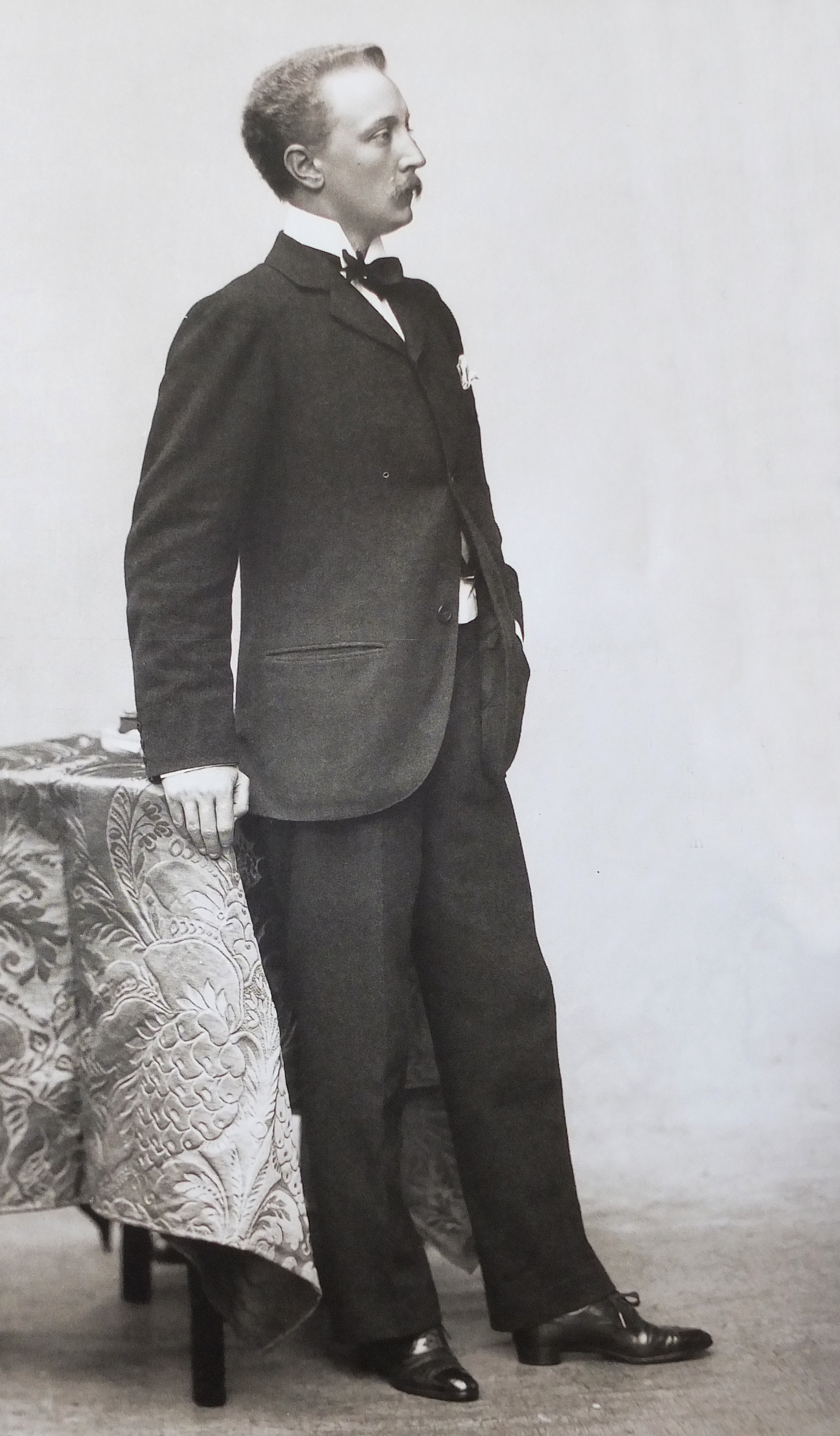
Boni de Castellane, photographié en 1897 par Paul Nadar.

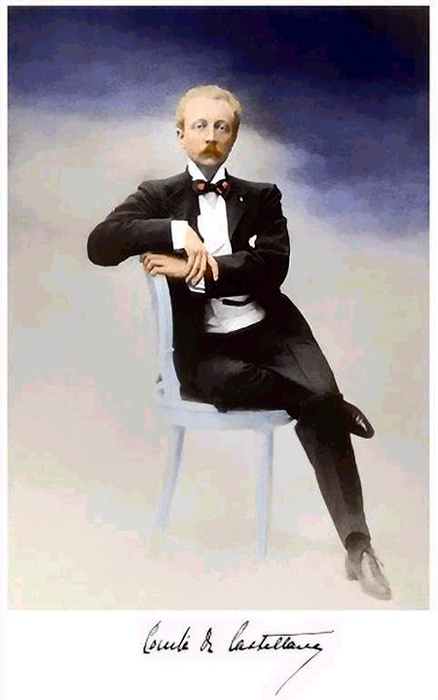
Carte de visite de Boni de Castellane (1910-1920).

Boniface de Castellane-Novejean, 4e marquis  de Castellane (1917), dit Boni de Castellane, né le 14 février 1867 dans le 7e arrondissement de Paris et mort le 20 octobre 1932 à son domicile du 8e arrondissement à Paris, est un dandy et homme politique français.

## Biographie

### Jeunesse
Issu d'une illustre et antique lignée originaire de Provence (voir la Maison de Castellane), fils d'Antoine de Castellane, marquis de Castellane et de la marquise, née Madeleine Anne Marie Le Clerc de Juigné, Marie Ernest Paul Boniface de Castellane-Novejean, frère de Jean de Castellane et de Stanislas de Castellane, partage son enfance entre la résidence de ses parents 27, rue de Constantine (Paris 7e) et le château de Rochecotte en Indre-et-Loire, appartenant à sa grand-mère, Pauline de Talleyrand-Périgord, marquise de Castellane.
Il fait ses études au collège Stanislas de Paris, à l'école Sainte-Geneviève, puis au collège des Oratoriens de Juilly (Seine-et-Marne).
Après avoir échoué à l'oral de Saint-Cyr, il effectue son service militaire en 1885 au 15e bataillon de chasseurs à pied à Fontainebleau en Seine-et-Marne, puis à Sampigny dans la Meuse.
Il voyage en Italie en 1892, au Portugal et en Espagne en 1893.

### Mariage
En 1894, il rencontre, à Paris, chez Fanny Read, Anna Gould, fille d'un multimillionnaire américain, Jay Gould, et l'épouse le 4 mars 1895 à New York. La nouvelle comtesse de Castellane est fort laide, petite, légèrement bossue mais à la tête d'une fortune personnelle de 15 millions de dollars (soit plus de 440 millions de dollars de 2015) ce qui fait dire à Boni une phrase restée célèbre : « Elle n'est pas mal vue de dot ! » Le couple s’installe à Paris la même année, d’abord avenue Bosquet.
De cette union naissent quatre enfants. Une fille, Marie-Louise (1896), morte en bas âge, puis trois fils nés à Paris, avenue Bosquet pour les deux premiers, au palais Rose pour le dernier-né, en 1902 : Boniface (1897-1946), Georges (1898-1944) et Jason de Castellane, dit Jay (1902-1956).
En avril 1896, on pose la première pierre du palais Rose, nouvelle résidence des Castellane, construite par Ernest Sanson, à l’angle de l’avenue du Bois (aujourd’hui avenue Foch) et de l’avenue de Malakoff.
On raconte que le jour de son inauguration, Boni de Castellane eut le geste inédit de régler — dans la limite de 500 francs — les loyers des paroissiens nécessiteux de Saint-Honoré-d’Eylau, sa paroisse.
Le journaliste Lucien Corpechot le décrit ainsi :
« En haut de son escalier de marbre, sanglé dans sa redingote grise fleurie d'un œillet pourpre, tendant vers les épaules, bombant la poitrine, creusant les reins, la tête en arrière, le nez au vent, des yeux bleus, le teint clair, les cheveux blonds, gai et souriant, grave néanmoins, sentant la noblesse en toutes ses manières, un rien de glorieux, mais avec quelle aisance… »
En 1897, Boni de Castellane et Anna Gould achètent un trois-mâts, le Walhalla, sur lequel ils effectuent une croisière en Norvège et en Russie, et la même année, ils acquierent le château du Marais en Essonne, avec 1 200 hectares de terre, puis le château de Grignan dans la Drôme en 1902.
Le 8 mai 1898, Boni est élu député des Basses-Alpes dans la circonscription de Castellane ; réélu le 27 avril 1902 face à André Siegfried, son élection est invalidée ; mais il est réélu le 15 janvier 1903, toujours face à André Siegfried.
Il est réélu le 6 mai 1906 et son élection est de nouveau invalidée, mais il n'en est pas moins réélu le 30 septembre 1906 ; il est battu le 2 mai 1910.
En 1899, il participe aux régates de Cowes en Angleterre avec l’Anna, construit spécialement ; en 1900, il effectue un nouveau voyage aux États-Unis, puis un autre en 1903. La même année, il effectue une croisière à Malte, Constantinople et Venise.

### Divorce

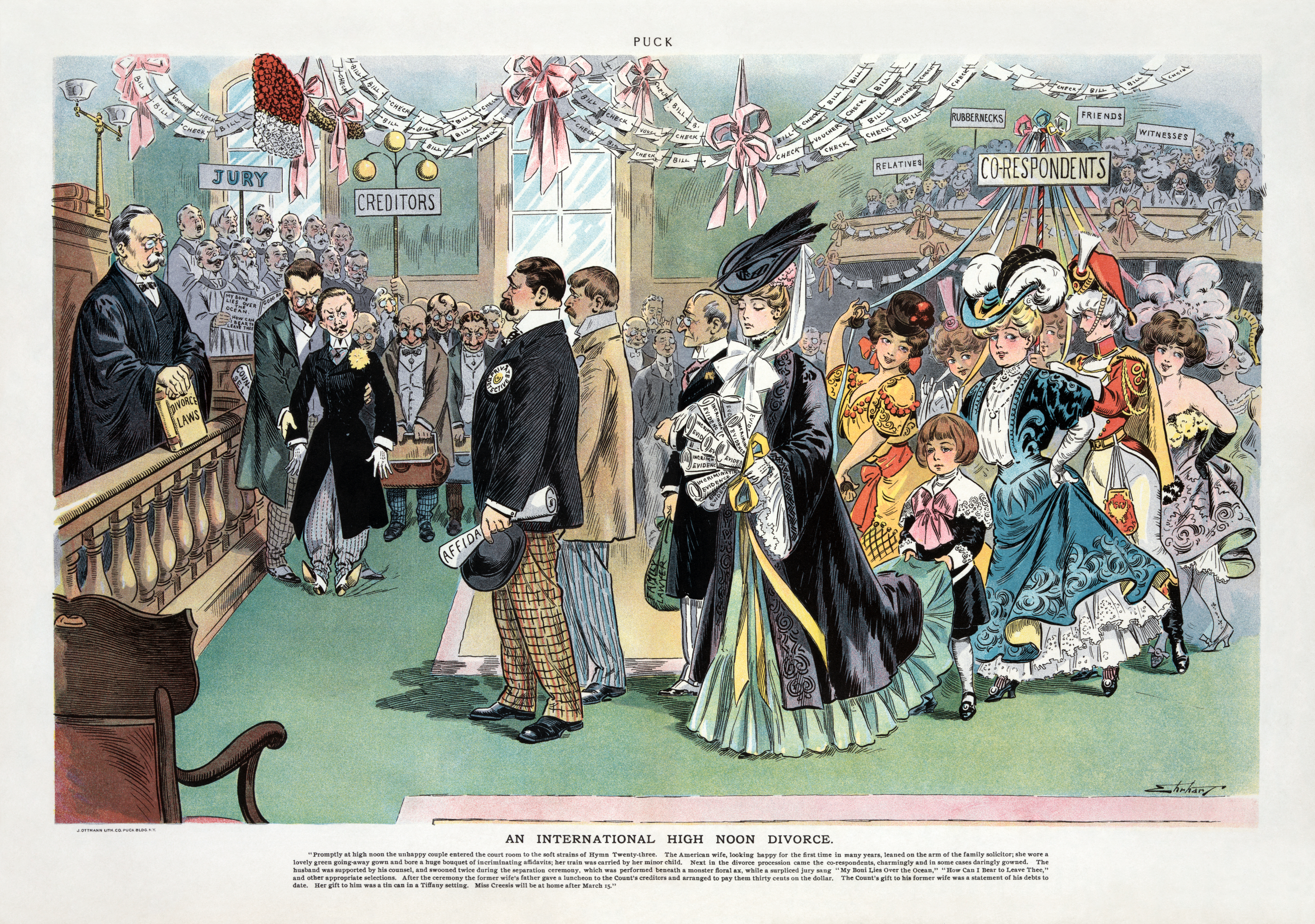
Dessin illustrant l'ambiance burlesque du divorce d'Anna Gould et Boni de Castellane.

Son épouse — dont il présentait la chambre avec un ton de guide de musée sous les commentaires du type : « Voilà le revers de la médaille... » ou « Voilà la chapelle expiatoire » — se lasse des frasques de son mari volage autant que de ses dépenses immodérées. En janvier 1906, Anna Gould demande la séparation de corps. Le divorce est prononcé le 5 novembre 1906.
Boni quitte le palais Rose inachevé, où son chiffre sera effacé après le remariage civil d'Anna Gould le 11 juillet 1908 avec Hélie de Talleyrand-Périgord, fils du prince de Sagan, 5e duc de Talleyrand et cousin de Boniface. Il s'installe chez ses parents rue de Constantine, avant d'acheter un appartement, 2, place du Palais-Bourbon. Il demande l'annulation de son mariage à la Sacrée Rote de Rome, qu'il obtiendra en 1924.
Il devient courtier en objets d'art. Le 13 février 1918, l'antiquaire parisien René Gimpel le décrit ainsi dans sa galerie de la rue La Boétie : « Sa poitrine est trop bombée, ses épaules trop carrées, sa taille trop pincée. Il est très dandy, très blond, encore vert, trop vert, très charmeur, trop poupée, et très grand seigneur ».

### Après 1914
Engagé volontaire en 1914 (à l'âge de 47 ans), il sert pendant quelques mois en tant que sergent interprète auprès de l'armée britannique au Havre, où il s'ennuie terriblement. Après quelques mois, « une circulaire de Millerand vint [l']aider à [le] sortir d’embarras : elle renvoyait dans leurs foyers tous les hommes de la classe 87 ». Il vend alors son appartement à Emilio Terry et s'installe à l'hôtel Ritz. En 1915, il se rend à Rome pour obtenir l'annulation de son mariage. En 1918, il achète un hôtel particulier, 71, rue de Lille, où il reçoit des personnalités politiques étrangères réunies à l'occasion de la conférence de la Paix.
En 1919, il voyage en Suisse, et rend visite à l'ex-empereur d'Autriche Charles de Habsbourg-Lorraine en exil à Prangins. Albert Besnard fait de lui un portrait qu'il refusera, disant : « Albert Besnard… réussit à me donner l'air d'un noceur affalé contre une colonne à la sortie de chez Maxim's ! »
En 1921, il subit les premiers symptômes d'une encéphalite léthargique, séjourne fréquemment à Pau et à Londres, vend son hôtel particulier et achète un appartement avenue Victor-Emmanuel III (actuelle avenue Franklin-D.-Roosevelt).
En 1924, il fonde l'association La Demeure historique, avec Joachim Carvallo.
Il meurt à son domicile à Paris le 20 octobre 1932, des suites de sa maladie.

## Iconographie
Albert Besnard réalisa un portrait en pied de Castellane, « chef-d’œuvre d'intelligence intuitive » (selon Jean-Louis Vaudoyer) mais dans lequel celui-ci ne voulut pas se reconnaître, qui fut reproduit en 1932 dans L'Illustration, « tout debout, dans sa fière et conquérante prestance, vêtu d'un habit de soirée, la tête rose et blonde en pleine lumière » ; la gouache préparatoire, exposée l'année suivante à la galerie Charpentier à Paris, fut reproduite dans le numéro du 21 octobre 1933 de cette revue (J.-L. Vaudoyer, Une exposition Albert Besnard - arch. pers.).
Un portrait photographique de lui « en costume de Talleyrand » par Otto Wegener (1849-1924) a été acquis en vente publique à Paris le 8 novembre 2018 par la ville de Cabourg pour 2 944 euros.

## Résidences
- Naissance : 20, rue Barbet-de-Jouy, Paris, 7e
- Enfance : château de Rochecotte, Saint-Patrice, Indre-et-Loire ;
- Jusqu'en 1895 : 10, rue La Boétie, Paris, VIIe ;
- 1895-1899 : Hôtel particulier 9, avenue Bosquet, Paris, 7e (acquis de la marquise d'Hervey de Saint-Denis) ;
- 1899-1906 : Palais Rose, 40 (aujourd'hui 50), avenue Foch, Paris, 16e ;
- 1906-1913 : 27, rue de Constantine, Paris, 7e ;
- 1913-1914 : 2, place du Palais-Bourbon, Paris, 7e ;
- 1914-1918 : Hôtel Meurice, 228, rue de Rivoli, Paris, 1er ;
- 1918-1922 : Hôtel particulier, 71, rue de Lille, Paris, 7e ;
- 1922 : 91, rue de l'Université, Paris, 7e ;
- 1923 : 3 bis, rue Clément-Marot, Paris, 8e ;
- 1924-1932 : 49, avenue Victor-Emmanuel III (actuelle avenue Franklin-D.-Roosevelt), Paris, 8e.

## Publications
- Comment j'ai découvert l'Amérique, 1924 ;
- L'Art d'être pauvre, 1925 ;
- Mémoires, introduction et notes d'Emmanuel de Waresquiel, Éditions Perrin, 1986 ;
- De l'art d'être pauvre, précédé de Comment j'ai découvert l'Amérique, Éditions Tallandier, coll. « Texto », 2009.

## Armoiries
| Figure | Blasonnement                                                                                          |
|        | De gueules, à la tour donjonnée de trois pièces d'or, maçonnée de sable, celle du milieu plus élevée. |